# اما وارطانیان
اما وارطانیان (ارمنی: Էմմա Սերոբի Վարդանյան؛  ۱۱ اکتبر ۱۹۲۱ – ۱۸ مارس ۲۰۰۹) یک بازیگر اهل ارمنستان بود. وی بین سال‌های - تا - میلادی فعالیت می‌کرد.

## زندگی‌نامه
وی در ۱۱ اکتبر ۱۹۲۱ در ایروان به دنیا آمد و از آکادمی دولتی هنرهای زیبای ارمنستان فارغ‌التحصیل شد. وی همچنین برندهٔ جوایزی همچون هنرمند مردمی ارمنستان شوروی (۱۹۷۵) و جایزه دولتی ارمنستان شوروی شده است. وی در ۱۸ مارس ۲۰۰۹ در سن ۸۷ سالگی در ایروان درگذشت.